# Световна федерация по кеч
WWE Inc. (на български: Световна федерация по кеч) е публично търгувана частна компания, чиято дейност е свързана главно с кеч индустрията.
Компанията реализира приходи от издаването на филми, музика, лицензни продукти и от директни продажби. Винс Макмеън е мажоритарен собственик и председател на борда на директорите, а неговата съпруга Линда Макмеън заема поста главен изпълнителен директор. Заедно с техните деца, Шейн Макмеън и Стефани Макмеън-Левек, семейство Макмеън притежава приблизително 59% от капитала на компанията и 88% от гласовете в Съвета на директорите.
Главната сграда на компанията се намира в Стамфорд, Кънектикът, а международни офиси има в градовете Лос Анджелис, Ню Йорк, Лондон и Торонто. Компанията е известна преди под името Titan Sports, преди да смени името си на World Wrestling Federation Entertainment Inc., а по-късно и на World Wrestling Entertainment Inc.
Основният бизнес фокус на WWE е професионалния кеч-спорт, който е комбинация от актьорска игра и борба. Тя е най-голямата кеч федерация в света и притежава огромен брой видео записи, които представляват значителна част от визуалната история на кеча. Кеч федерацията преди е съществувала под имената Capitol Wrestling Corporation, World Wide Wrestling Federation и World Wrestling Federation. Кечистите, както и други служители на компанията са разделени в два бранда: Raw, SmackDown.
През 2023 г. WWE започва да проучва потенциална продажба на компанията, на фона на скандал за неправомерно поведение на служители, включващ Винс Макмеън, който го кара да се оттегли от поста на главен изпълнителен директор. През април 2023 г. WWE обявява сделка с Endeavour Group Holdings, съгласно която ще се слее с компанията за смесени бойни изкуства UFC за да формира нова публична компания, мажоритарна собственост на Endeavour като Макмеън ще бъде изпълнителен председател на новото дружество. Очаква се сливането да приключи през втората половина на 2023 г.

## История

### Capitol Wrestling
Родърик Джейм „Джес“ Макмеън е бил боксов промоутър, чиито успехи включвали мач през 1915 г. между Джес Уилърд и Джак Джонсън. През 1926 г., докато работи с Текс Рикард (който всъщност не харесвал кеча и борбата, и даже забранил провеждането на мачове в Медисън Скуеър Гардън от 1939 г. до 1948 г.), той започнал работа в Медисън Скуеър Гардън в Ню Йорк. Първият мач, по време на тяхното партньорство е между Джак Дилейни и Пол Берленбах. По това време, професионалният кечист Джоузеф Реймънд „Тутс“ Монд създал нов стил кеч, който нарекъл Slam Bang Western Style Wrestling, за да направи спорта по-привлекателен за зрителите. Тогава основал и федерация с шампиона по борба Ед Люис и неговия мениджър Били Сандоу. След големи успехи, триото се разделило, заради неразбирателство около властта. Монд образувал нови партньорства с други промоутъри, включително и Джак Кърли в Ню Йорк. Близо до смъртта на Кърли, Монд, с помощта на други букъри, един от които е и Джес Макмеън, успял да вземе управлението във федерацията. Заедно, Родърик Макмеън и Реймънд Монд създали Capitol Wrestling Corporation (CWC), която се присъединила през 1953 г. към Националния кеч алианс (National Wrestling Alliance). През същата година Рей Фабиани, един от близките на Монд в бизнеса, взима Винсънт Джей Макмеън във федерацията на мястото на баща си Джес. Макмеън и Монд са успешна комбинация, и за кратко време, те успяват да вземат контрол на приблизително 70% от букинга на NWA, главно заради доминацията си в силно населения Североизточен регион. Монд обучавал Макмеън за букинга и работата в кеч бизнеса. Заради доминацията в Североизтока, легендата на Американската кеч асоциация (AWA) и член на Залата на славата на WWE, Ник Бокуинкъл, определял CWC като „Североизточния триъгълник“. Това било, заради формата на територията на промоцията с Питсбърг, Вашингтон и Мейн като точките на този триъгълник.

### World Wide Wrestling Federation
NWA e определяла и признавала световен шампион на NWA в тежка категория, който се състезавал от кеч компания в кеч компания в алианса, и защитавал титлата по целия свят. През 1963 г., шампион бил Бъди Роджърс. О станалата част от NWA била много недоволна, защото Монд рядко позволявал на Роджърс да се бие извън Североизтока. Монд и Макмеън искали Роджърс да задържи титлата на NWA, но той не искал да жертва депозита си от 25 000 щ.д. (шампионите трябвало да платят депозит, за да осигурят защитаването на титлата). Роджърс изгубил титлата в мач до един туш срещу Лу Тес в Торонто, Онтарио на 24 януари, 1963 г., което довело до отцепването на Монд, Макмеън и CWC от NWA. Те създали World Wide Wrestling Federation. През април, Роджърс бил награден с титлата Световен шампион на WWWF, след турнир в Рио Де Жанейро. Той загубил титлата месец по-късно срещу Бруно Самартино на 17 май, 1963 г., след като получил сърдечен удар малко преди мача. Боя продължил по-малко от минута. Монд напуснал компанията в края на шейсетте. Въпреки че WWWF се отдръпнала от NWA, Винс Макмеън Старши все още стоял в борда на директорите на Асоциацията. През март 1979 г. WWWF се преименувала на World Wrestling Federation (WWF). Промяната била чисто козметична, а собственика и персонала на компанията останали непроменени.

### World Wrestling Federation
През 1980 г., синът на Винсънт Джей Макмеън, Винсънт Кенеди Макмеън, основал Titan Sports, Inc. и през 1982 г. закупил Capitol Wrestling Corporation от баща си. По-възрастният Макмеън вече бил установил североизточната територия като един от най-важните членове на NWA. От доста време е разпознал, че професионалният кеч е по скоро забавление, отколкото спорт. Срещу желанията на баща си, Макмеън започнал разширяване на бизнеса, което коренно променило спорта. WWF не била единствената федерация, която счупила оковите на NWA; Американската Кеч Асоциация (AWA) от дълго време е напуснала NWA. Въпреки това, нито една от двете федерации-членки не нарушила системата, която била основа на индустрията повече от 1950-те години.
Други промоутъри били бесни, когато Макмеън започнал да рекламира шоутата на WWF по телевизии из целите Съединени щати, райони, които били извън традиционния североизточен край на WWF. Макмеън също така започнал да продава видео касети на шоута на WWF извън Североизтока, чрез компанията си за дистрибуция Coliseum Video. Той успешно нарушил неписания закон за регионализъм, на който цялата кеч индустрия била базирана. За да станат нещата по-лоши, Макмеън използвал натрупаната печалба, за да подпише с кечисти от други федерации. Сега всички други компании били директни конкуренти на WWF.
Хълк Хоган, заради появата си във филма Роки 3, имал национална признателност, която малко кечисти можели да получат. Това накарало Макмеън да го привлече във федерацията. Роди Пайпър също подписал, както и Джеси Вентура. Андре Гиганта, Джими Снука, Дон Мурако, Пол Орндоф, Грег Валънтайн, Рики Стиймбоут и Железния Шейх допълвали ростъра. Хоган определено бил най-голямата звезда на Макмеън, но има дебати, дали WWF са можели да постигнат национален успех без него. Според няколко репорта, старият Макмеън предупреждавал сина си: „Вини, какво правиш? Ще се окажеш на дъното на реката.“Но младият Макмеън имал още по-смела амбиция: WWF да прави турнета из страната. Такова начинание обаче се нуждаело от голяма инвестиция: такава инвестиция, че федерацията едва е щяла да оцелее. Бъдещето не само на експеримента на Макмеън, но и на WWF, на NWA, на цялата индустрия зависело от успеха или краха на една идея на Макмеън-КечМания. КечМания е била PPV, което Макмеън рекламирал като Световната купа на професионалния кеч. Той събрал интерес към събитието, като поканил звездите Мистър Ти и Синди Лаупър да участват.

#### Златната ера
Оригиналната КечМания, проведена през 1985 г., била успех. Това събитие било дебюта, на това, което Макмеън нарича „Развлекателен спорт“, в контраст с предпочитанието на баща си с чистия кеч. WWF направили невероятен бизнес на раменете на Макмеън и неговият американски герой, Хълк Хоган. Със започването на кеч шоуто Saturday Night's Main Event по NBC, през средата на 1985 г. започнало и първото излъчване на професионален кеч по телевизията, след 1950 г. През 1987 г. от федерацията продуцирали и върха на кеч бума през десетилетието, Кечмания 3.

### Ново поколение
Световната федерация по кеч ударила дъното по време на дело срещу компанията, заради употребата и разпространяването на стероиди през 1994 г.; имало и дела за сексуален тормоз срещу служителите. Макмеън бил оневинен, но това било кошмар за WWF. Около 5 милиона щатски долара била загубата за компанията. Макмеън орязал заплатите на кечистите с около 40%. Това изпратило много от тях право при единствената конкуренция на WWF, World Championship Wrestling
(WCW). През този период, WWF се рекламирала под слогана „Новото поколение на WWF“, с участието на Шон Майкълс, Дизел, Бръснача Рамон, Брет Харт и Гробаря.

#### Monday Night War
През 1993 г., от WWF започнали излъчването на шоуто си Monday Night Raw. След бърз успех, през 1995 г. WCW също започнали свое шоу-отново в понеделник. То се казвало WCW Monday Nitro и било предавано по същото време, както и Raw. Двете програми имали яростна борба в рейтингите до края на средата на 1996 г., след което WCW наложили близо 2-годишна доминация. Тя се дължала на New World Order, стейбъл, създаден от бившите звезди на WWF Хълк Хоган, Скот Хол (Рейзър Рамон) и Кевин Неш (Дизел).

#### 1996 – 1997
Враждите и видовете мачове, развити в края на деветдесетте, създали нова ера в кеча. Феновете на WWF започнали да харесват лошите герои, вместо добрите. Промените, направени от шефовете във Федерацията, давали повече „Улични боеве“, груб език и т.н. Въпреки тях, загубите за компанията ставали все по-скъпи. Между 1996 г. и 1997 г., WWF изгубва голяма част от кечистите си в WCW, включително и Скот Хол, Дизел, Псайхо Сид, Алундра Блейз и Рик Руд. Заменили ги бивши служители на WCW-Вейдър, Ледения Стив Остин, Брайън Пилман, Мик Фоули и Фаарук. Макмеън успял да задържи Брет Харт от преместване в другата федерация, и започнал вражда между Харт и Стив Остин. В отсъствието на Харт след КечМания 12, Остин станал новото лице на компания, начело с речта си „Остин 3:16“, малко след победата му в турнира Крал на Ринга. По-късно, Фондацията Харт враждувала с Остин и Шон Майкълс. Това се оказала повратната точка в маркетинга на компанията. Въпреки обичта на феновете, Харт се превърнал в про-канадец и хийл (лош герой), а Остин станал фейс (добър герой). Шон Майкълс създал Дегенерацията Х, заедно с Трите Хикса и Чайна. ДХ не се интересували от феновете и другите кечисти. Мачът в Адска клетка между Шон Майкълс и Гробаря бил много успешен и това вдъхнало кураж в борда на директорите. 1997 г. завършила с напускането на Брет Харт от Федрацията и началото на Атитюд Ерата (The Attitude Era).

#### Attitude Era
От януари 1998 г., WWF излъчвали повече агресия, груб език и нецензурни сегменти, в опита да се състезават с WCW. След като Брет Харт отишъл в WCW, Винс Макмеън създал свой собствен герой, Мистър Макмеън, зъл и груб шеф, който препдпочитал хийловете вместо фейсовете като Стив Остин. Това довело до враждата между Макмеън и Остин. Много нови кечисти подписали с WWF, Крис Джерико, Крис Беноа, Еди Гереро, Пери Сатурн, Дийн Маленко и Кърт Енгъл. Образите на Скалата и Мик Фоули били сложени в мейн евента. Ерата се утвърдила и с по-бруталните си мачове (напр. мача в Адска клетка или Инферно мача).

#### Напредък в бизнеса
На 29 април 1999 г. WWF се завърнали по телевизията с шоуто си SmackDown!. Предаването се излъчвало всеки четвъртък след 26 август 1999 г. Винс Макмеън създал и футболна лига XFL, но тя затворила след само 1 сезон. World Wrestling Federation Entertainment Inc. създали няколко нови бизнес клона и това увеличило приходите.

##### Закупуване на WCW и ECW
По време на Атитюд ерата, WWF започнали да печелят войната с WCW. След като Time Warner се сляли с AOL, властта на Тед Търнър осезаемо намаляла и новата компания решила да се отърве от WCW. През март 2001 г. WWF Entertainment Inc. закупили World Championship Wrestling Inc. от AOL Time Warner за около 7 милиона щатски долара. WWF закупили ECW през средата на 2003 г., въпреки фалита на Екстремната федерация през 2001 г.

### World Wrestling Entertainment

#### Смяна на името
През 2000 г. Световният Фонд за дивата природа (WWF) започна дело срещу Световната Федерация по кеч за правото на абревиатурата WWF. И двете компании са започнали използването на тези инициали през март 1979 г. Световният фонд печели делото, а Федерацията е принудена да смени името си, логото си, и на всички места във видеоколекцията си, където се споменава WWF, то да бъде цензурирано или прикрито. Същото се отнася и за знака на компанията. На 5 май през същата година компанията сменя адреса на уебсайта си от wwf.com на wwe.com. От този момент нататък, името на корпорацията е World Wrestling Entertainment Inc., а през 2011 г. WWE Inc.

#### Разширение на бранда
През март 2002 г., около два месеца преди смяната на името, WWF решава да създаде два отделни ростъра, Raw и SmackDown! заради големия брой кечисти в компанията, след сценария Invasion. След брандовото разширение, всяка година се провежда специален драфт (жребий), при който кечисти, коментатори и мениджъри може да сменят бранда си.

### Завръщането на ECW и HD излъчване
На 26 май 2006 г. WWE съживиява Extreme Championship Wrestling като свой трети бранд. Новата ECW програма се излъчва всяка Вторник вечер по SyFy. На 26 септември година след това е обявено и че нов офис на компанията ще бъде открит в Сидни, Австралия. На 21 януари 2008 г. WWE стартира излъчването си във висока резолюция. Всички ТВ шоута и pay-per-view-та след тази дата са в HD резолюция. В допълнение, WWE представия и нова, универсална сцена за трите си шоута, а след време създава и ново шоу под името WWE Superstars. След почти 4 месеца преговори през февруари 2010 ECW е закрито, за да започне да се излъчва новото шоу за новобранци WWE NXT. Ден след КечМания XXVII
WWE звръщат и риалити шоуто си Tough Enough (Достатъчно Издръжлив). Излъчва се по UA (накратко от USA)всеки понеделник след Първична сила.

## Корпоративно управление

### Изпълнителни директори
- Джордж Бариъс (Главен финансов директор)[2]
- Джим Конелй (Изпълнителен вицепрезидент, потребителски продукти)[3]
- Пол „Трите Хикса“ Левек (Изпълнителен вицепрезидент)[4]
- Майкъл Лузи (Председател, WWE студио и главен консултант)[5]
- Майкъл Уилсън (Главен маркетингов директор)[6]
- Стефани Макмеън Левек (Изпълнителен вицепрезидент)[7]

### Борда на директорите
- Винс Макмеън (Председател на борда на директорите, главен изпълнителен директор)[8][9]
- Басил Девито (Старши съветник, бизнес стратег)[10]
- Дейвид Кенин (Изпълнителен вицепрезидент и програмист)[9]
- Франк Ридик III (Консултант)[10]
- Джефри Спийд (Изпълнителен вицепрезидент и началник на финансовия офис)[10]
- Джозеф Перкинс (Председател, комуникативен консултант, Inc.)[9]
- Кевин Дън (Изпълнителен вицепрезидент, телевизионна продукция)[10]
- Патриция А. Готесман (Председател и изпълнителен директор)[9]
- Стюарт Голдфарб (Председател и изпълнителен директор)

## Настоящи шампиони и постижения

### Първична сила
| Шампионска титла                        | Настоящ(и) шампион(и)                        | Носене | Дата на спечелване | Дни | Град                     | Пояснение                                                                    |
| --------------------------------------- | -------------------------------------------- | ------ | ------------------ | --- | ------------------------ | ---------------------------------------------------------------------------- |
| Световна титла в тежка категория на WWE | Гунтър                                       | 2      | 9 юни 2025 г.      | 19  | Финикс, Аризона          | Побеждава Джей Усо в Първична сила.                                          |
| Женска световна титла на WWE            | Ийо Скай                                     | 1      | 3 март 2025 г.     | 117 | Бъфало, Ню Йорк          | Побеждава Риа Рипли в Първична сила.                                         |
| Интерконтинентална титла                | Доминик Мистерио                             | 1      | 20 април 2025 г.   | 69  | Лас Вегас, Невада        | Побеждава Брон Брейкър, Фин Балър и Пента в четворна заплаха на Кечмания 41. |
| Световни отборни титли на WWE           | The New Day (Кофи Кингстън и Екзейвиър Уудс) | 5      | 19 април 2025 г.   | 70  | Лас Вегас, Невада        | Побеждават War Raiders (Ерик и Айвар) на Кечмания 41.                        |
| Женска Интерконтинентална титла         | Беки Линч                                    | 1      | 9 юни 2025 г.      | 22  | Лос Анджелис, Калифорния | Побеждава Лайра Валкирия на Money In The Bank 2025.                          |

### Разбиване
| Шампионска титла                 | Настоящ(и) шампион(и)                              | Носене | Дата на спечелване | Дни | Град                   | Пояснение                                                               |
| -------------------------------- | -------------------------------------------------- | ------ | ------------------ | --- | ---------------------- | ----------------------------------------------------------------------- |
| Безспорен шампион на WWE         | Джон Сина                                          | 14     | 20 април 2025 г.   | 69  | Лас Вегас, Невада      | Побеждава Коуди Роудс на Кечмания 41.                                   |
| Шампионка при жените на WWE      | Тифани Стратън                                     | 1      | 3 януари 2025 г.   | 176 | Финикс, Аризона        | Побеждава Ная Джакс в Разбиване, след като кешира Договора в куфарчето. |
| Титла на Съединените щати        | Соло Сикоа                                         | 1      | 28 юни 2025 г.     | 1   | Рияд, Саудитска Арабия | Побеждава Джейкъб Фату в Нощта на шампионите.                           |
| Отборни титли на WWE             | The Street Profits (Анджело Доукинс и Монтез Форд) | 2      | 14 март 2025 г.    | 106 | Барселона, Испания     | Побеждават #DIY (Джони Гаргано и Томасо Чампа) в Разбиване.             |
| Женска титла на Съединените щати | Джулия                                             | 1      | 27 юни 2025 г.     | 2   | Рияд, Саудитска Арабия | Побеждава Зелина Вега в Разбиване.                                      |

### NXT
| Шампионска титла                      | Настоящите шампион(и)     | Носене | Дата на спечелване | Дни | Град                     | Пояснение |
| ------------------------------------- | ------------------------- | ------ | ------------------ | --- | ------------------------ | --- |
| Титла на NXT                          | Оба Феми                  | 1      | 7 януари 2025 г.   | 152 | Лос Анджелис, Калифорния | Побеждава Трик Уилямс и Едди Торп в тройна заплаха на NXT New Year's Evil |
| Титла при жените на NXT               | Джейси Джейн              | 1      | 27 май 2025 г.     | 12  | Орландо, Флорида         | Побеждава Стефани Вакер в NXT. |
| Северноамериканка титла на NXT        | Итън Пейдж                | 1      | 27 май 2025 г.     | 12  | Орландо, Флорида         | Побеждава Рики Сейнтс в NXT. |
| Женска Северноамериканка титла на NXT | Сол Рука                  | 1      | 19 април 2025 г.   | 50  | Лас Вегас, Невада        | Побеждава Зария, Иззи Дейм, Тиа Хейл, Лола Вайс и Келани Джордан в шесторен мач със стълби на NXT Stand & Deliver. Предишната шампионка Стефани Вакер, трябваше да се откаже от титлата, тъй като тя държеше също и женската титла на NXT. |
| Отборни титли на NXT                  | Ханк Уолкър и Танк Леджър | 1      | 19 април 2025 г.   | 50  | Лас Вегас, Невада        | Побеждават Аксиом и Нейтън Фрейзър на NXT Stand & Deliver. |

### Други постижения
| Постижение                      | Последен победител          | Дата на спечелване | Място                    | Пояснение                                                               |
| ------------------------------- | --------------------------- | ------------------ | ------------------------ | ----------------------------------------------------------------------- |
| Крал на ринга                   | Коуди Роудс                 | 28 юни 2025 г.     | Рияд, Саудитска Арабия   | Побеждава Ренди Ортън на финала на турнира в Нощта на шампионите.       |
| Кралица на ринга                | Джейд Каргил                | 28 юни 2025 г.     | Рияд, Саудитска Арабия   | Побеждава Аска на финала на турнира в Нощта на шампионите.              |
| Договорът в куфарчето (мъжки)   | Сет Ролинс                  | 9 юни 2025 г.      | Лос Анджелис, Калифорния | Побеждава Андраде, Пента, Ел Ей Найт, Ел Гранде Американо и Соло Сикоа. |
| Договорът в куфарчето (женски)  | Наоми                       | 9 юни 2025 г.      | Лос Анджелис, Калифорния | Побеждава Алекса Блис, Риа Рипли, Джулия, Стефани Вакер и Роксан Перез. |
| Кралски грохот (мъжки)          | Джей Усо                    | 1 февруари 2025 г. | Индианаполис, Индиана    | Последно елиминира Джон Сина.                                           |
| Кралски грохот (женски)         | Шарлът Флеър                | 1 февруари 2025 г. | Индианаполис, Индиана    | Последно елиминира Роксан Перез.                                        |
| Трофей в памет на Андре Гиганта | Кармело Хейс                | 18 април 2025 г.   | Лас Вегас, Невада        | Последно елиминира Андраде за да спечели.                               |
| Дъсти Роудс Отборна класика     | Брон Брейкър и Барон Корбин | 4 февруари 2024 г. | Кларксвил, Тенеси        | Побеждават Кармело Хейс и Трик Уилямс във финала на турнира.            |